# Dioklecijan
Dioklecijan (latinsko Caivs Avrelivs Valerivs Diocletianvs Avgvstvs Iovvs), rimski cesar med letoma 284 in 305, * okoli 245, Dalmacija;, † 311, Split.

## Rojstvo
Eden najpomembnejših rimskih cesarjev se je rodil v revni družini v Dalmaciji v takratni Saloni (sedanji Solin pri Splitu) v sedanji Hrvaški. Bil je ilirskega izvora in ob rojstvu je dobil ime Diokles.

## Politično delovanje
Pridružil se je rimski vojski, se povzpel do poveljnika cesarske garde, leta 284 pa ga je vojska v Nikomediji razglasila za cesarja. Torej je oblast prevzel z vojaškim udarom. Ko se je povzpel na oblast, je po dolgem in kaotičnem obdobju kratkotrajnih cesarjev uspel znova vzpostaviti red, uspelo mu je upočasniti propad imperija, ni pa ga rešil pred propadom. 
Uvedel je nov načina vladanja, dominat. To pomeni, da je vladal kot absolutistični vladar in despot. Uvedel je cesarski kult. Napisal je več reform, s katerimi bi zaustavil propadanje rimskega imperija:
- Politična reforma: Rimsko cesarstvo je razdelil na vzhodni in zahodni Rim, saj je menil, da je takemu cesarstvu nemogoče vladati iz enega samega mesta. Sam je vladal vzhodnemu Rimu, njegov sedež pa je bil v Nikomediji. Iz Milana je zahodnemu Rimu vladal Maksimiljan. Dioklecijan je uvedel tudi tetrarhijo. To je storil zato, da ne bi prišlo do državljanskih vojn, saj je tetrarhija legitimen prenos oblasti.  Tetrarhija: Dioklecijan je vladal kot "avgust" vzhodnemu delu imperija, Maksimiljan pa zahodnemu. Oba "avgusta" sta vzgajala njihova posinovljenca "cesarja". Po 10 letih sta Dioklecijan in Maksimiljan odvladala svojo dobo in se upokojila, kot "avgusta" sta jih zamenjala posinovljenca "cesarja". Ko sta "cesarja" postala "avgusta", sta si izbrala nova "cesarja", ki bi ju nasledila po 10 letih.
- Upravna reforma: Rimsko cesarstvo je razdelil na vzhodno in zahodno cesarstvo, te dve cesarstvi sta se delili na manjše enote, dieceze, te pa so se delile še na manjše enote, province. Civilno oblast je ločil od vojaške.
- Davčna reforma: Dioklecijan je davke prilagodil glede na potrebo vojske. Ker je bila potreba vojske velika, so davki dosegli takšno vrednost, da so obrtniki in trgovci zapirali svoje delavnice, saj se jim ni več izplačalo delati. To je popravil tako, da je obrtnike vezal na svoje delavnice (vzel jim je svobodo), kmete kolone je vezal na svoja zemljišča (prav tako jim je vzel svobodo). Poleg tega je imelo rimsko cesarstvo hude probleme z inflacijo, zato je Dioklecijan začel z regulacijo cen. Posledica tega ukrepa pa je bila, da je državo zajelo še hudo pomanjkanje in lakota, saj kmetje in obrtniki niso več želeli prodajati blaga pod ceno.
- Vojaška reforma: Ponovno je organiziral vojsko. Pehoto je zamenjala konjenica, v vojski so služili predvsem federati (barbari). Ker je zaradi nerednega izplačevana plač postalo delo v vojski za Rimljane nezanimivo, je uvedel dednost pomembnih vojaških poklicev.
- Verska reforma: Nujno je bilo čaščenje Dioklecijana kot boga, zato je uvedel cesarski kult. Niso se mu hoteli ukloniti kristjani (ti so že imeli svojega boga), zato jih je lovil in preganjal.

Leta 305 se je odrekel oblasti in, razen kratke vrnitve leta 308, je do smrti živel v čudoviti palači v današnjem Splitu, ki je še danes dobro ohranjena. Zapustil je trdne temelje, na katerih sta njegova naslednika Konstacij Klor in Konstantin nadaljevala z obnovo cesarstva in večji del 4. stoletja se je njegov sistem vladanja obdržal.